# 주비아스코
주비아스코(이탈리아어: Giubiasco)는 스위스 티치노주의 벨린초나구에 있는 옛 자치체이다.
2017년 4월 1일까지 독립된 정치 기초자치체를 형성했으며, 이는 이전 주비아스코구의 수도이기도 했다. 2017년 4월 2일에 카모리노, Claro, Gnosca, Gorduno, Gudo, Moleno, Monte Carasso, Pianezzo, Preonzo, Sant'Antonio 및 Sementina의 이전 지자체가 벨린초나 지자체에 병합되었다.

## 역사
알프스를 통과하는 수많은 루트의 중심에 위치하기 때문에 주비아스코는 고대부터 중요했다. 남쪽의 몬테 체네리 고개, 동쪽의 산조리오 고개, 북쪽의 산베르나르디노 고개, 고트하르트 고개 및 서쪽의 마조레 호수를 따라가는 길은 모두 주비아스코에서 만난다.

### 선사시대 묘지
1900년에 주비아스코의 위대한 묘지가 발견되면서 통제되지 않은 보물찾기와 많은 물건의 손실이 발생했다. 1905년이 되어서야 스위스 국립 박물관 이 발굴 작업을 조직하여 특정수의 무덤을 보존하고 발견을 과학적으로 문서화할 수 있게 되었다. 또한 묘지 가장자리를 탐험하기 위해 1958년과 1971년에 제한된 고고학 발굴이 조직되었다. 컬렉션의 상당 부분은 취리히의 국립 박물관에 보관되고 다른 항목은 다양한 외국과 스위스 박물관에 기증되었다. 예를 들어, 대영박물관에는 대부분 라텐 문화를 포함하여 유적지에서 약 300개의 철기 시대 유물의 인상적인 컬렉션이 있다. 구리 합금 보석 및 도자기 용기. 그것들은 원래 주비아스코의 여러 무덤에서 발굴되었으며 나중에 존 브루너와 스위스 국립 박물관에 의해 BM에 기증되었다. 가장 최근의 발견은 벨린초나에 있는 보존 사무소에 있다.
현대식 기차역에서 멀지 않은 대형 묘지에는 565개의 무덤이 있다. 청동기 시대 후기 (기원전 11세기)부터 로마시대 (서기 2세기)에 이르기까지 특히 오랜 기간 계속해서 사용되었던 유적의 보기 드문 사례 중 하나이다. 그러나 거대한 묘지만 발견되었으며, 현재까지 관련 정착지는 찾지 못했다. 묘지에는 여러 종류의 무덤이 있다. 몇 안 되는 후기 청동기 시대 무덤은 모두 화장 항아리 매장이다. 고인의 재는 흙으로 된 항아리에 묻힌 흙으로 된 단순한 도랑에 묻혔으며, 제물은 소박하고, 거의 대부분 조각난 전통 도자기로 구성되어 있다.
초기 철기 시대에 소프라케네리 사람들의 매장은 점차 화장에서 전신 매장으로 바뀌었다. 무덤은 직사각형이었고 마른 돌 도랑으로 둘러싸여 있었다. 6세기 중반부터 무덤의 유통은 골라세카 문화를 반영한다. 여기에는 도자기(보통 항아리, 그릇, 컵 포함)와 같은 더 풍부한 품목 컬렉션이 포함되지만, 청동 용기는 거의 없다. 의류, 액세서리 및 보석류도 있었다. 청동이나 쇠 브로치, 펜던트, 귀걸이, 반지, 벨트, 시트, 호박 목걸이 등 의류, 장신구, 보석류도 있었다.

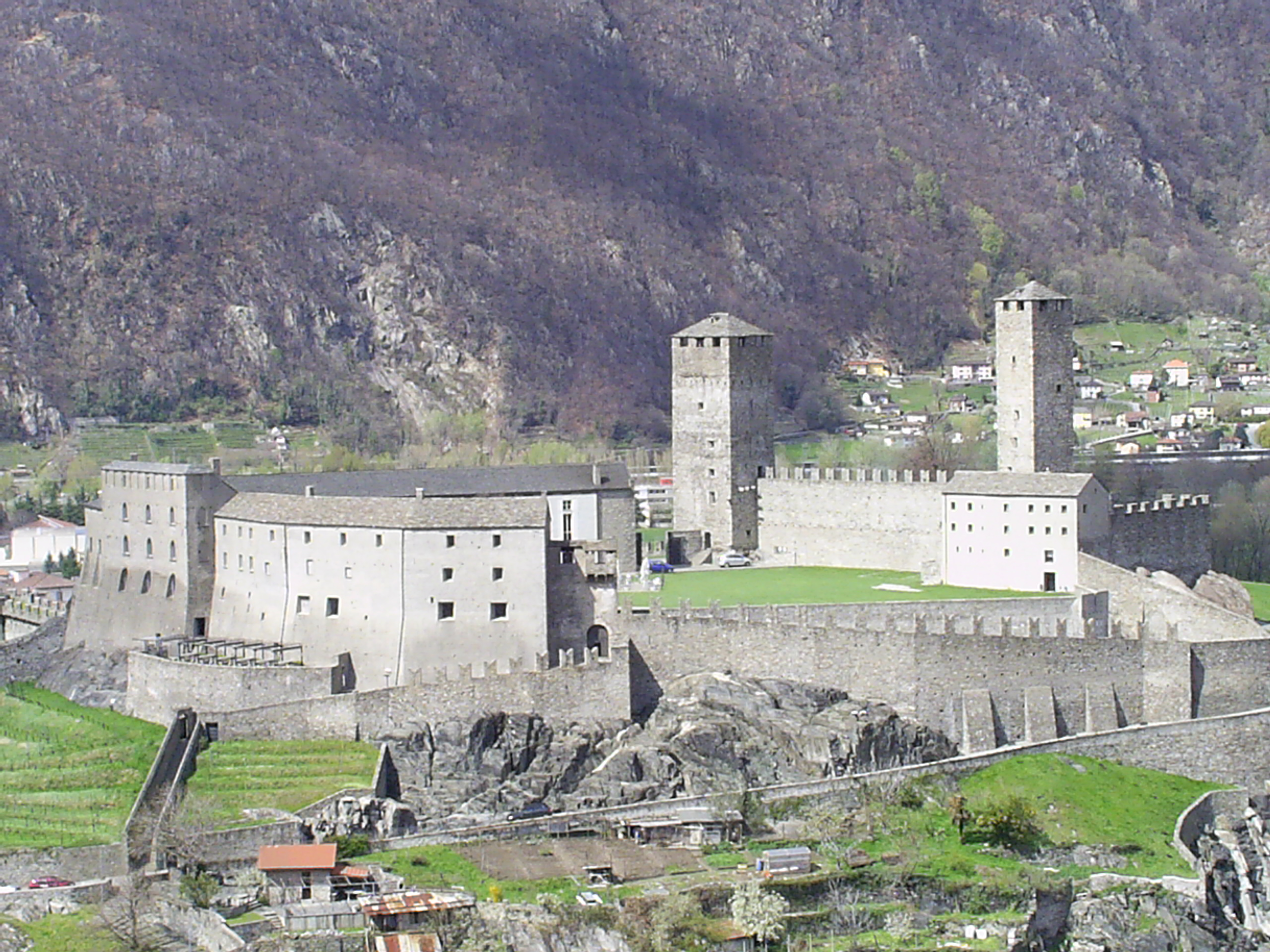
카스텔 그란데에 있는 중세 성채

네크로폴리스에 있는 대부분의 무덤은 후기 철기 시대(기원전 4~1세기)로 거슬러 올라가며 전적으로 전신 매장이다. 3세기 초부터 이주의 영향은 무덤에서 볼 수 있다. 켈트족 벨트 부속품, 펜던트 및 청동 팔찌는 골라세카 문화의 무덤 위에 있는 무덤에서 발견된다. 특히 흥미로운 점은 철기 시대 초기의 무기(창과 칼)와 투구, 즉 다른 묘지(예: 현재 로카르노의 일부가 된 솔두노)에서 볼 수 없는 시기이다.
로마 통치로의 전환에도 불구하고 주비아스코는 계속해서 중요한 역할을 했으며, 아마도 벨린초나에 있는 카스텔 그란데의 군사 기지와 관련되었을 것이다. 로마 항목에는 수입 청동 그릇과 로마 스타일의 손잡이가 두 개인은 그릇이 포함된다. 로마 시대 무덤에는 전형적인 로마 무덤 상품이 들어 있는 점토, 금속 또는 유리 그릇이 포함되었다. 또한 일상적으로 사용되는 동전과 작은 철제 품목이 발견되었다.
네크로폴리스의 고고학적 발견은 2세기에 끝나지만, 묘지는 몇 세기 동안 계속 사용되었을 가능성이 크다. 카스텔 그란데의 인근 요새는 로마 시대 내내 계속 사용되었다.

### 중세 주비아스코

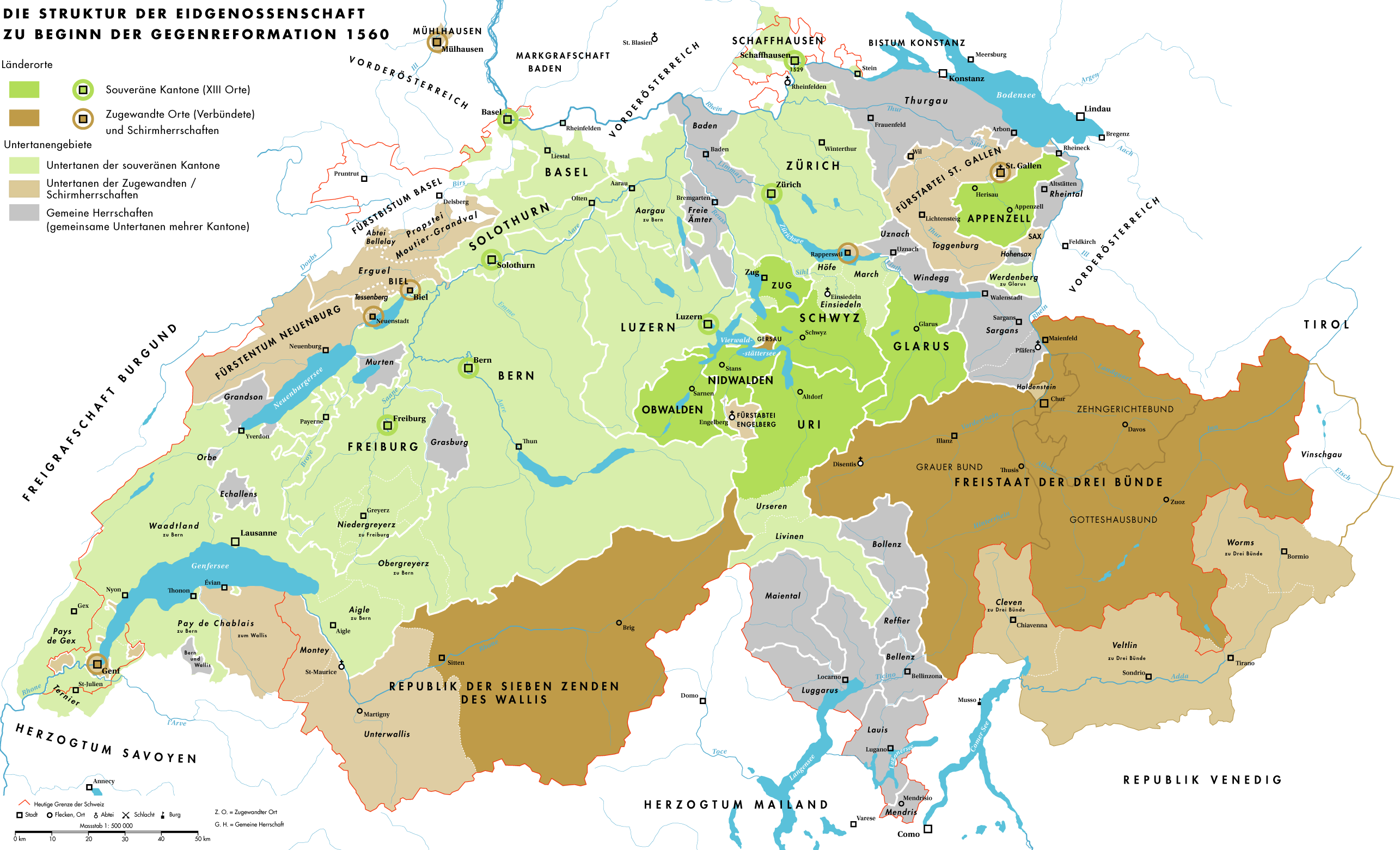
1560년 구 스위스 연방

중세 초기에 주비아스코는 아마도 파비아의 시엘도로(Ciel d’Oro)에 있는 산 피에트로 수도원이 로카르노와 티치노의 상류에 있었던 땅의 중심이었을 것이다. 929년부터 이탈리아의 위그 1세 왕의 문서에 수도원의 재산으로 언급되어 있는 프리마스카(Primasca)의 성모 마리아 교회가 이 마을에 있었던 것으로 추정된다. 주비아스코 마을은 1186년에 apud Cibiascum으로 처음 언급되었다. 1195년에 그것은 Zibiassco로 언급되었다. 1200년까지 수도원은 마을과 주변 지역의 소유권을 귀족 콘토네의 아담에게 매각했다. 이때 커뮤니티(비치난체) 계곡의 일부는 현금 지불로 제한된 자치를 살 수 있었다. 1186년, 프리드리히 바르바로사는 로카르노 주변 지역에 제국의 직할권을 부여했다.
1422년 아르베도 전투 이후 밀라노의 지배하에 놓였다. 밀라노에서는 비스콘티가, 그 다음에는 스포르차 가문이 다스렸다. 마지막으로, 16세기 초 스위스 연방의 이탈리아 원정 이후, 그것은 벨린초나 영지의 일부가 되었으며, 우리, 슈비츠 및 니트발덴 사이에 행정적으로 공유되었다.
1387년에 처음 언급된 산타 마리아 아순타 교회(Church of Santa Maria Assunta)는 아마도 13세기의 것이다. 1622년 벨린초나에서 분리되어 교구 교회가 되었다. 1804년 교구 교회가 되기 위해 세워졌다. 15세기와 17세기 사이에 교회는 여러 번 확장되고 수정되었다.

### 근세
원래 주비아스코와 발레 모로비아의 나머지 지역은 단일 비치난체를 형성했으며 16세기 전반부에 분할되었다. 1831년에 모르비아 발레의 시정촌은 Piano, Pianezzo 및 성 안토니오의 발레 모로비아로 분할되었다. 그 후 1867년 피아노의 발레 모로비아(Valle Morobbia)가 주비아스코와 합병하여 단일 공동체를 형성했다.
지자체의 경제는 농작물과 가축 사육, 무역 및 일부 산업(제분소 및 해머 밀)을 기반으로 했다. 거주자 중 일부는 다른 국가, 특히 스페인에서 일자리를 찾았다. 그 위치 때문에 이탈리아와 독일-스위스 가축 딜러들은 16세기 초반부터 주비아스코에서 가축 시장을 열었다. 가을에 박람회를 개최할 수 있는 지자체의 특권은 1513년에 발발하여 19세기 말까지 해결되지 않은 루가노와의 장기적인 분쟁으로 이어졌다.

### 현대
1814년 8월 25일, 티치노의 자유주의 혁명 인민 운동의 지도자들은 7월 29일의 과두제 주 헌법에 저항하기 위해 주비아스코에서 만났다. 이른바 주비아스코 반란은 임시 정부를 수립했지만, 곧 연방군에 의해 진압되었다. 지도자들은 무거운 선고를 받았다. 1853년에 카모리노 - 주비아스코 - 세멘티나 라인이 요새화되었지만, 주비아스코 주변의 요새는 나중에 해체되었지만 카모리노의 Fortini della 명성은 여전히 볼 수 있다. 19세기와 20세기는 지자체의 경제와 사회에 중대한 변화를 가져왔다. 벨린초나 근처의 지리적 위치로 인해 고트하르트 철도의 역이 되었다. 1874년에 로카르노까지 연결이 완료되었고, 1882년에는 루가노와 루이노 노선이 이어졌다.
1905~06년에 철도 옆에 두 개의 공장이 생겼다. 리놀륨 공장(나중에 Forbo 공장)과 Lenz 엔지니어링 공장(나중에 Fischer e del San Gottardo Acciaierie Elettriche, 1925년 폐쇄). 1932년 카타네오 AG 제철소가 문을 열었다. 제철소는 여전히 지역 경제에서 중요한 역할을 한다.
농업은 거의 변하지 않았으며 곡물, 과일 및 채소는 평원에서 재배되고 포도원은 언덕에 있다. 1928년에 와인 협동 조합이, 1937년에 시장 회관이 문을 열었다. 농업 협동 조합 (1941년에 설립된 티치노 농협 협동 조합의 창고, 제분소 및 사일로는 이 지역의 다른 지자체를 지원했다.
1970년대와 80년대의 강력한 인구 증가는 주요 정착지 남쪽에 있는 중간 규모 산업 및 소규모 상업 기업의 출현으로 인해 최근에 둔화되었다. 주택 및 상업용 부동산을 위한 건축 지역은 산기슭의 오래된 인구 중심지에서 계곡 바닥까지 확장되었다. 2000년에 일자리의 약 2/3가 서비스 부문에 있었고 약 5분의 1이 제조업 부문에 있었다.

## 지리

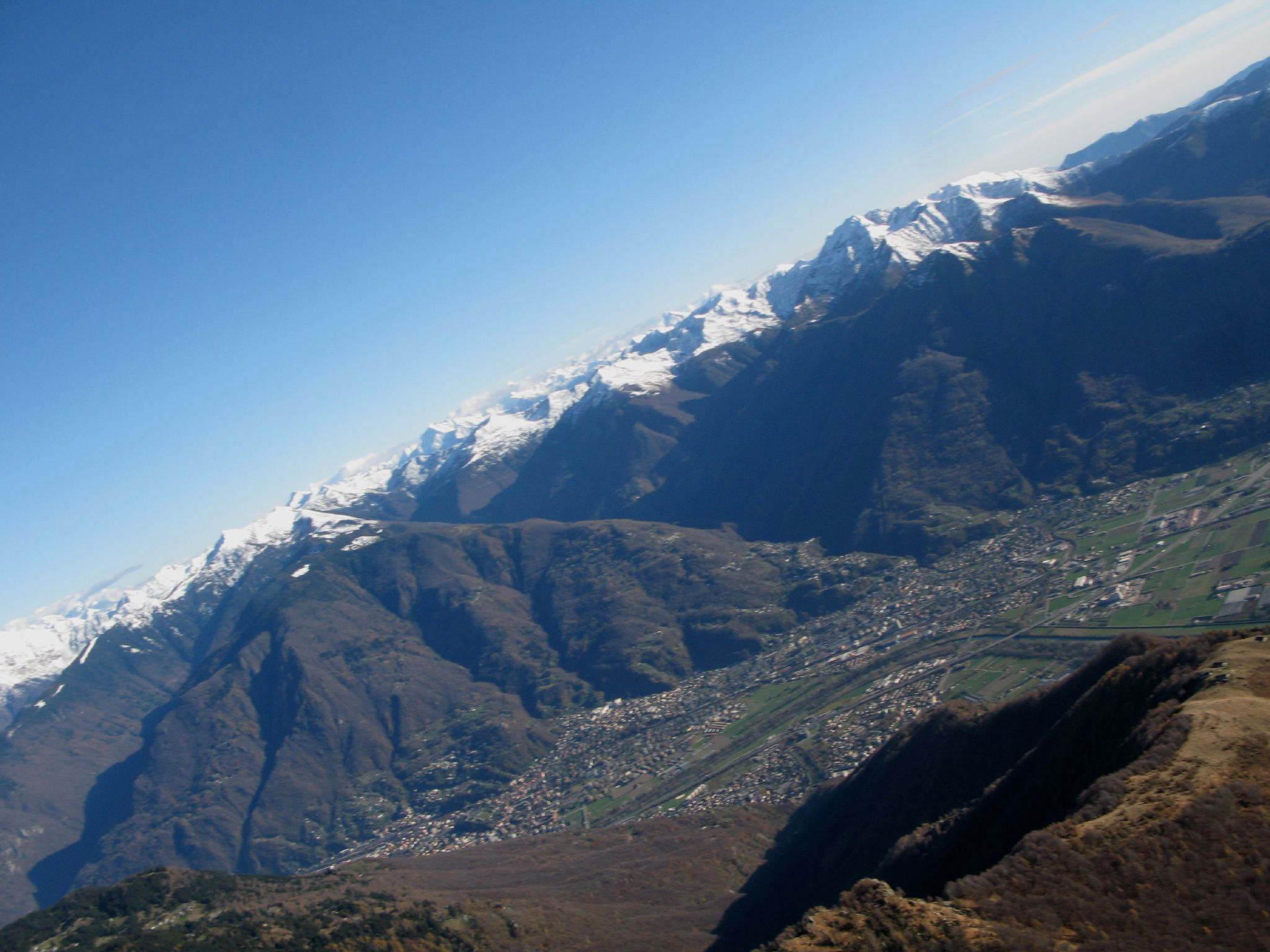
공중에서 본 주비아스코

주비아스코의 면적은 1997년 기준으로 6.23k㎡이다. 이 지역 중 3.79km2 (60.8%)가 농업 목적으로 사용되는 반면 1.32k㎡ (21.2%)는 산림이다. 나머지 토지 중 2.23k㎡ (35.8%)가 정착(건물 또는 도로), 0.09k㎡ (1.4%)가 강 또는 호수이고 0.01k㎡ (0.2%)는 불모지이다.
건축면적 중 공업용 건물이 전체 면적의 5.8%, 주택과 건물이 19.4%, 교통 기반시설이 6.7%를 차지했다. 전력 및 수자원 기반시설 및 기타 특별 개발 지역은 면적의 2.1%를 구성하고 공원, 녹지 및 스포츠 필드는 1.8%를 구성한다. 숲이 우거진 토지 중 전체 토지의 18.6%는 숲이 우거져 있고 2.6%는 과수원이나 작은 나무 군락으로 덮여 있다. 농경지 중 36.0%는 작물 재배에 사용되며 5.5%는 과수원이나 덩굴 작물에, 19.4%는 고산 목초지에 사용된다. 시정촌의 모든 물은 흐르는 물이다.
시정촌은 Valle Morobbia 입구에 있는 벨린초나 북쪽의 벨린초나 지구에 있다. 벨린초나 광역권의 일부이다. 그것은 주비아스코와 Piano의 마을과 Lôro, Motti, Palasio, Pedevilla 및 Sasso Piatto의 정착지로 구성된다. 피아네초의 지자체는 향후 언젠가 주비아스코로의 합병을 고려하고 있다.

## 인구통계
루가노, 벨린초나 및 로카르노 다음으로 주비아스코는 티치노에서 인구가 가장 많은 지역 중 하나이다.
주비아스코의 인구(2020년 12월 기준)는 8,751명이다. 2008년 기준으로 인구의 27.3%가 외국인이다. 지난 10년(1997-2007) 동안 인구는 8.9%의 비율로 변화했다. 대부분의 인구(2000년 기준)는 이탈리아어 (87.8%)를 사용하며 독일어가 두 번째로 많이 사용(4.1%)되고 세르비아-크로아티아어가 세 번째(1.8%)로 사용된다.
2000년 기준, 스위스의 공용어 중 독일어 302명, 프랑스어 72명, 이탈리아어 6,516명, 로만슈어 8명을 사용한다. 나머지(520명)는 다른 언어를 사용한다.
2008년 기준으로 인구의 성별 분포는 남성 47.7%, 여성 52.3%이다. 인구는 2,816명의 스위스 남성(인구의 34.0%)과 1,134(13.7%)의 비스위스계 남성으로 구성되었다. 스위스 여성은 3,270명(39.5%), 비스위스계 여성은 1,065명(12.9%)이었다.
2008년에는 스위스 시민이 60명, 비스위스계 시민이 19명이었고, 같은 기간에 스위스 시민이 69명, 비스위스계 시민이 15명이었다. 이민과 이주를 무시하면, 스위스 시민의 인구는 9명이 감소했고, 외국 인구는 4명 증가했다. 스위스에서 다른 나라로 이주한 스위스 남성은 7명, 스위스에서 다른 국가로 이주한 스위스 여성은 9명, 스위스인이 아닌 남성은 26명이었다. 스위스에서 다른 나라로 이주한 15명의 비스위스계 여성과 스위스에서 다른 나라로 이주한 15명의 여성. 2008년 전체 스위스 인구 변화(모든 출처에서)는 52명이 증가했고 비스위스계 인구 변화는 48명이 증가했다. 이는 1.2%의 인구 증가율을 나타낸다.
2009년 기준 주비아스코의 연령 분포는 다음과 같다. 766명(인구의 9.2%)이 0~9세, 888명(10.7%)이 10~19세이다. 성인 인구 중 934명(인구의 11.3%)이 20~29세이다. 1,187명(14.3%)은 30~39세, 1,436명(17.3%)은 40~49세, 1,008명(12.2%)은 50~59세이다. 고령자 분포는 921명(인구의 11.1%)이 6세 이상이다. 69세는 684명(70~79세)은 8.3%, 80세 이상은 461명(5.6%)이다.
2000년 기준으로 시정촌의 민간가구는 3,273세대로 가구당 평균 2.2명이다. 2000년에는 총 1,534개의 주거용 건물 중 906호(전체의 59.1%)가 단독 주택이었다. 2세대(16.5%)가 253채, 다가구(16.4%)가 251채였다. 또한 시정촌에는 다목적 건물(주거 및 상업용 또는 기타 목적으로 사용)인 124개의 건물이 있었다.
2008년 시정촌 공실률은 1.56%였다. 2000년에는 시정촌에 3,628개의 아파트가 있었다. 가장 일반적인 아파트 크기는 1,222세대로 이루어진 4룸 아파트였다. 1인실 아파트 154채와 5실 이상 아파트 623채가 있었다. 이중 상시 입주가 가능한 아파트는 총 3,264세대(전체의 90.0%), 비수기 아파트는 277세대(7.6%), 공실은 87세대(2.4%)였다. 2007년 기준 신규주택 건설률은 인구 1000명당 10.4세대였다.
역사적 인구는 다음 표에 나와 있다.
| 년도 | 인구      |
| ---- | --------- |
| 1591 | ca. 1,000 |
| 1698 | 944       |
| 1801 | 950       |
| 1850 | 1,417     |
| 1900 | 1,722     |
| 1930 | 2,607     |
| 1950 | 3,311     |
| 1970 | 5,796     |
| 1990 | 6,897     |
| 1990 | 6,982     |
| 2000 | 7,418     |

### 종교
2000년 인구 조사에 따르면 5,765명(77.7%)이 로마 가톨릭 신자이고, 323%(4.4%)가 스위스 개혁 교회에 속해 있다. 다른 교회(인구조사에 등재되지 않음)에 속해 있는 개인은 991명(인구의 약 13.36%)이고, 질문에 응답하지 않은 개인은 339명(인구의 약 4.57%)이다.

## 경제

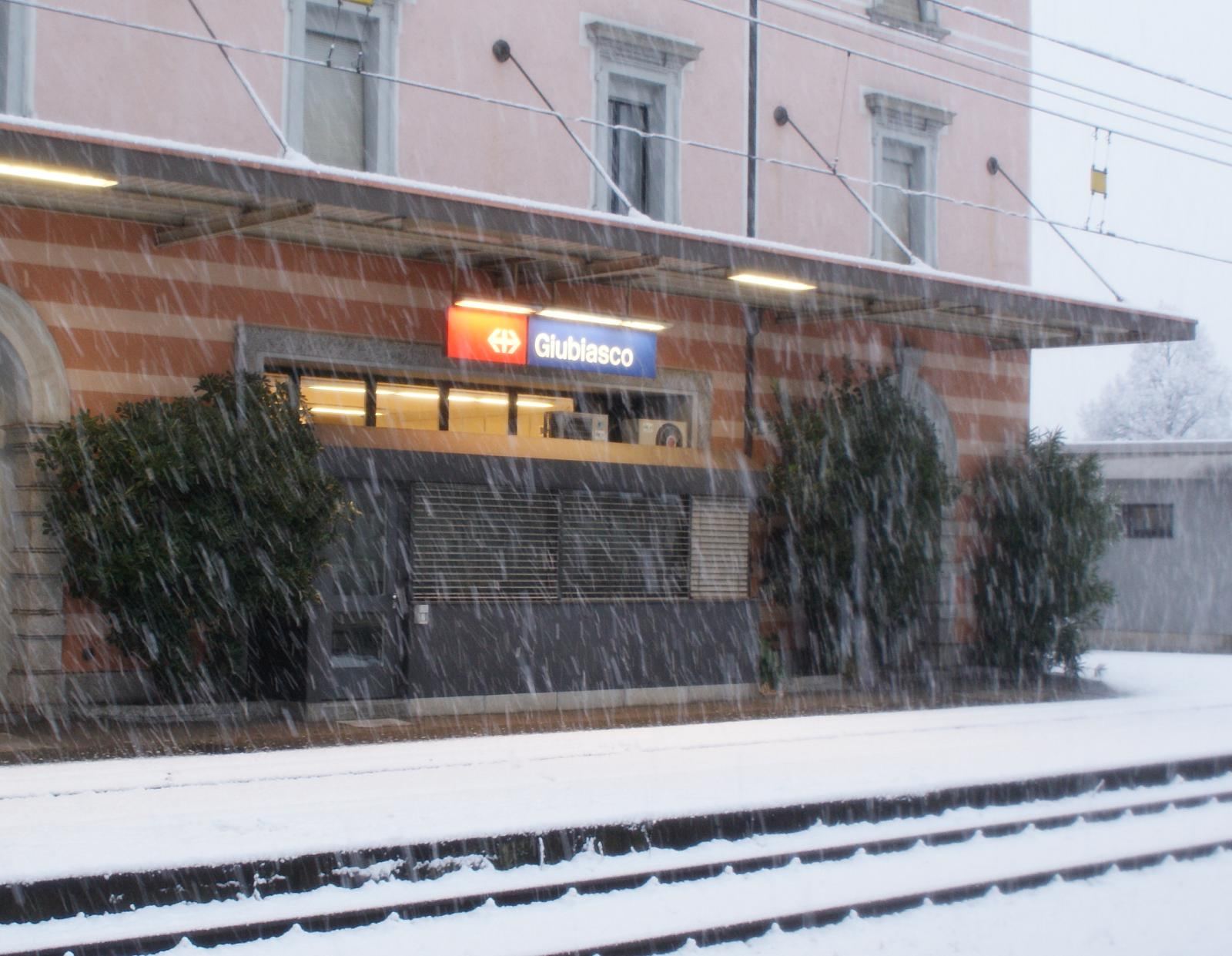
주비아스코역

2007년 기준으로 주비아스코의 실업률은 5.23%이다. 2005년 현재 1차 경제 부문에 78명이 고용되어 있으며, 이 부문에 약 20개 기업이 참여하고 있다. 724명이 2차 부문에 고용되어 있고, 이 부문에 75개의 기업이 있다. 1,628명이 3차 부문에 고용되어 있으며, 이 부문에는 277개의 기업이 있다.
시정촌 주민은 3,338명으로 일정 정도 고용되었으며, 그중 여성이 전체 노동력의 42.0%를 차지했다. 2000년 기준 자치단체로 통근하는 근로자는 1,941명, 외부 출퇴근자는 2,297명이었다. 지자체는 근로자의 순수출 지자체로, 1명이 전입할 때 약 1.2명의 근로자가 지자체를 전출하고 있다. 주비아스코에 들어오는 인력의 약 6.0%는 스위스 외부에서 오고, 현지인의 0.1%는 일을 위해 스위스에서 출퇴근한다. 근로 인구의 10.5%가 출퇴근을 위해 대중교통을 이용했고, 58.9%가 자가용을 이용했다.
2009년 현재 주비아스코에는 총 26개의 객실과 58개의 침대가 있는 3개의 호텔이 있다.

## 교육
주비아스코에서는 인구의 약 63%(25-64세 사이)가 비필수 고등교육 또는 추가 고등교육(대학 또는 응용학문대학)을 완료했다.
2009년 기준, 주비아스코에는 총 1,404명의 학생이 있었다. 티치노 교육 시스템은 최대 3년의 비필수 유치원을 제공하며 주비아스코에는 209명의 어린이가 유치원에 다니고 있다. 초등학교 프로그램은 5년 동안 지속되며 표준 학교와 특수 학교가 모두 포함된다. 시정촌에서는 409명의 학생이 표준 초등학교에 다니고 34명의 학생이 특수 학교에 다니고 있다. 중학교 시스템에서 학생들은 2년 중학교에 다니고 2년 예비 견습 과정을 거치거나 고등 교육을 준비하기 위해 4년 프로그램에 참석한다. 중학교 2년제 347명, 예비실습 5명, 4년제 고급과정 126명이다.
상위 중등학교에는 여러 옵션이 있지만, 상위 중등학교 프로그램이 끝나면 학생은 직업을 찾거나 대학에 진학할 준비가 되어 있어야 한다. 티치노에서 직업 학생은 인턴십 또는 견습과정(3년 또는 4년 소요)을 수행하는 동안 학교에 다니거나 인턴십 또는 견습기간(풀타임 학생으로 1년 또는 1년 반이 소요됨)을 거쳐 학교에 다닐 수 있다. 파트타임 학생으로 2년).
전일제 학생은 84명, 파트타임 학생은 169명이다. 전문 프로그램은 3년 동안 지속되며 엔지니어링, 간호, 컴퓨터 공학, 비즈니스, 관광 및 이와 유사한 분야의 직업을 갖도록 학생을 준비시킨다. 전문 프로그램에 21명의 학생이 있다.
2000년 기준으로 주비아스코에는 476명의 다른 지자체에서 온 학생이 있었고 343명의 주민들은 지자체 외부의 학교에 다녔다.

## 교통
주비아스코역은 주비아스코를 지자체 내에 위치한 다른 지역 사회와 연결한다. 역은 고트하르트 철도에 있다.